# Горькобалковское сельское поселение
Горькобалковское сельское поселение — муниципальное образование в составе Новопокровского района Краснодарского края России.
В рамках административно-территориального устройства Краснодарского края ему соответствует Горькобалковский сельский округ.
Административный центр — село Горькая Балка.

## Население
| 2002  | 2010  | 2012  | 2013  | 2014  | 2015  | 2016  |
| ----- | ----- | ----- | ----- | ----- | ----- | ----- |
| 3110  | ↘2715 | ↘2692 | ↗2706 | ↘2661 | ↘2632 | ↘2610 |
| 2017  | 2018  | 2019  | 2020  | 2021  | 2023  |       |
| ↘2587 | ↘2577 | ↗2596 | ↘2576 | ↗2661 | ↘2641 |       |

## Населённые пункты
В состав сельского поселения (сельского округа) входят 3 населённых пункта:
| № | Населённый пункт | Тип населённого пункта | Население (чел.) |
| - | ---------------- | ---------------------- | ---------------- |
| 1 | Горькая Балка    | село                   | ↘2234            |
| 2 | Новый Мир        | хутор                  | ↘298             |
| 3 | Хлебороб         | хутор                  | ↘298             |